# Wapen van Hoogkerk

Het wapen van Hoogkerk

Het wapen van Hoogkerk werd op 13 september 1909 per Koninklijk Besluit aan de Groninger gemeente Hoogkerk toegekend. Vanaf 1969 is het wapen niet langer als gemeentewapen in gebruik omdat de gemeente Hoogkerk opging in de gemeente Groningen. 

## Geschiedenis
Het wapen is afgeleid van het wapen van de heerlijkheid Hoogkerk, Leegkerk en Dorkwerd. In 1753 kochten dr. Jacob Beugel en Jan Harm Franke de beklemming van grond in Hoogkerk, met daarop de Elmersmaborg, waarop zij een jaar eerder een zeepziederij hadden laten bouwen. Beugels aandeel ging na zijn overlijden naar Franke, die zelf in 1783 overleed. In 1803 kocht Frankes erfgenaam, zijn dochter Geertruida, de borg en grond van de familie Lewe. Bij de veiling van de nalatenschap van Carel Justus Lewe van Aduard in 1815, kocht zij ook de heerlijke rechten van de familie Lewe in Hoogkerk, Leegkerk en Dorkwerd. Geertruida Franke overleed in 1817, twee jaar later werd bij besluit van de Hoge Raad van Adel haar familiewapen aan de heerlijkheid verleend. Voor het wapen van de gemeente Hoogkerk werd de gouden klok toegevoegd als symbool van de wereldlijke overheid.

## Blazoenering
De blazoenering van het wapen luidt als volgt:
Van azuur, een rechtsgewende en eene linksgewende krullelie, beide van goud, staande op een terras van sabel en een gouden klok in het schildhoofd. Het schild gedekt met eene van keel gevoerde kroon van goud met 3 fleurons en 2 paarlen.
In de heraldiek zijn links en rechts omgedraaid, omdat men het wapen bespreekt alsof men achter het wapenschild staat. De heraldische kleuren zijn azuur (blauw), goud (goud of geel), sabel (zwart) en keel (rood). Het schild is gedekt met een gravenkroon.

## Verwant wapen

Wapen van Hoogkerk, Leegkerk en Dorkwerd

Adorp
· Aduard
· Appingedam
· Baflo
· Bedum
· Beerta
· Bellingwedde
· Bellingwolde
· Bierum
· De Marne
· Delfzijl 
· Eemsmond
· Eenrum
· Ezinge
· Finsterwolde
· Grijpskerk
· Grootegast
· Haren
· Hefshuizen
· Hoogezand
· Hoogezand-Sappemeer
· Hoogkerk
· Kantens
· Kloosterburen
· Leek
· Leens
· Loppersum
· Marum
· Meeden
· Menterwolde
· Middelstum
· Midwolda
· Muntendam
· Nieuweschans
· Nieuwe Pekela
· Nieuwolda
· Noordbroek
· Noorddijk
· Oldehove
· Oldekerk
· Onstwedde
· Oosterbroek
· Oude Pekela
· Reiderland
· Sappemeer
· Scheemda
· Slochteren
· Stedum
· Ten Boer
· Termunten
· Uithuizen
· Uithuizermeeden
· Ulrum
· Usquert
· Vlagtwedde
· Warffum
· Wedde
· Wildervank
· Winschoten
· Winsum
· 't Zandt
· Zuidbroek
· Zuidhorn